# 大塚周一 (撮影技師)
大塚 周一（おおつか しゅういち、1902年1月7日 - 没年不詳）は、日本の撮影技師である。

## 人物・来歴
1902年（明治35年）1月7日に生まれる。
1918年（大正7年）、満16歳で旧制中学校を中途退学し、日活關西撮影所（法華堂撮影所）に入社する。当時の同撮影所の技術者は、撮影部長の宮崎安吉以下、小川真喜多、高橋俊一（高橋寿康）、浜田行雄、橋本佐一郎、田中十三らが在籍した。1923年（大正12年）6月1日、牧野省三が日活から独立し、マキノ映画製作所を設立すると、それに参加し、同年7月26日に公開された『燕の歌』（監督衣笠貞之助）の撮影技師を務める。同作が記録に残る大塚の最初のクレジットである。1924年（大正13年）7月、同社は東亜キネマに吸収され、等持院撮影所は東亜キネマ等持院撮影所となり、大塚は継続的に同社に入社した。1925年（大正14年）には同社を退社して帝国キネマ演芸に移籍、同年3月12日に公開された『目明し惣七』（「二人の復讐者』、監督後藤秋声）ほかで撮影技師を務め、同社内紛により発生したアシヤ映画製作所、東邦映画製作所でも仕事をしたが、同年夏には東亜キネマ等持院撮影所に戻っている。
1928年（昭和3年）には、マキノを離脱した山口俊雄や中根龍太郎の独立プロダクションで技師を務めたが、同年中にマキノ・プロダクションに入社している。1929年（昭和4年）7月25日、牧野省三が亡くなり、その後に発表された新体制において、撮影部に名を連ねた。1931年（昭和6年）に入ると、同社は資金繰りが悪化して製作が困難になり、大塚は、根岸東一郎らとともに東京に移り、河合映画製作社に移籍、「大塚秀一」の名で数本の撮影を手がけた。1932年（昭和7年）には、羅門光三郎・原駒子夫妻を中心に奈良に設立された富国映画社に移るが、同社は資金繰りがすぐに悪化して、閉鎖されてしまう。以降、各社を転々とする。
1935年（昭和10年）11月、マキノ正博がトーキー専門の映画会社、マキノトーキー製作所を設立するとこれに参加、1936年（昭和11年）1月に発表された同社の陣容に名を連ねている。同社は短命に終わり、1937年（昭和12年）4月には解散するが、最後に撮影技師を務めた『遊侠太平記』（監督牧陶六）は日活に売却され、日活京都撮影所の製作物として公開された。
第二次世界大戦中には、電通映画社でドキュメンタリー映画を手がけており、1944年（昭和19年）5月25日に公開された『高等商船学校』にクレジットされた記録が残っている。電通は分社化を行い、1943年（昭和18年）6月、政岡憲三らの日本映画科学研究所、桜井剛堂（桜井源太郎）らの京都映音研究所、中川紫郎の合同映画社を吸収合併して電通映画社を設立しており、大塚はこれに参加している。同社の演出部には神脇満こと寿々喜多呂九平が在籍した。戦後の消息については不明である。没年不詳。

## フィルモグラフィ
クレジットは特筆以外すべて「撮影」である。公開日の右側には監督を含む監督以外のクレジットがなされた場合の職名、および東京国立近代美術館フィルムセンター（NFC）、マツダ映画社所蔵等の上映用プリントの現存状況についても記す。同センター等に所蔵されていないものは、とくに1940年代以前の作品についてはほぼ現存しないフィルムである。資料によってタイトルの異なるものは併記した。

### 等持院撮影所
すべて製作はマキノ映画製作所あるいは東亜キネマの「等持院撮影所」、配給は「マキノ映画製作所」あるいは「東亜キネマ」、すべてサイレント映画である。
マキノ映画製作所
- 『燕の歌』 : 監督衣笠貞之助、1923年7月26日公開
- 『権三と助十』 : 監督後藤秋声、1923年8月1日公開
- 『村長の息子』 : 監督長尾史録、1923年8月1日公開
- 『大久保彦左一本参る』 : 監督後藤秋声、1923年8月1日公開
- 『人の振り見て』 : 監督長尾史録、1923年8月16日公開
- 『咽び泣く魂』 : 監督金森万象、1923年11月15日公開
- 『菊の井物語』 : 監督後藤秋声、1923年11月23日公開
- 『彼女の運命 前篇』 : 監督衣笠貞之助、1924年1月7日公開
- 『いがみの権太』（『いがみの権太 後篇』[4]） : 監督後藤秋声、1924年2月1日公開
- 『彼女の運命 後篇』 : 監督衣笠貞之助、1924年2月1日公開
- 『悲しき曙光』 : 監督井上金太郎、1924年2月29日公開
- 『超現代人』 : 監督金森万象、1924年4月11日公開
- 『情熱の火』 : 監督二川文太郎、1924年4月25日公開
- 『血桜』 : 監督後藤秋声、1924年6月6日公開
- 『無名の愛』（『無明の愛』[4]） : 監督井上金太郎、1924年6月13日公開
- 『関守の情』（『関守の情け』[4]） : 監督後藤秋声、1924年6月25日公開
- 『戦場の月』 : 監督後藤秋声、1924年7月4日公開
- 『争闘』 : 監督金森万象、1924年8月15日公開 - 『大活劇 爭鬪』の題・90分尺で現存（NFC所蔵[6]）

東亜キネマ
- 『栄光の剣』（『栄光の劔』『栄ひの劔』[4]） : 監督後藤秋声、1924年9月13日公開
- 『盗』 : 監督衣笠貞之助、1924年10月30日公開
- 『茶人木阿弥』 : 監督後藤秋声、1924年11月14日公開
- 『邪宗門の女』 : 監督衣笠貞之助、1925年1月27日公開

### 帝国キネマ演芸
特筆以外すべて製作・配給は「帝国キネマ演芸」、すべてサイレント映画である。
- 『目明し惣七 前篇』（「二人の復讐者』） : 監督後藤秋声、1925年3月12日公開
- 『目明し惣七 後篇』（「二人の復讐者』） : 監督後藤秋声、1925年3月19日公開
- 『暗雲時代』 : 監督後藤秋声、1925年4月30日公開
- 『二人の父』 : 監督古海卓二、製作アシヤ映画製作所、配給帝国キネマ演芸、1925年5月21日公開
- 『大根は微笑む』 : 監督古海卓二、製作アシヤ映画製作所、配給帝国キネマ演芸、1925年6月18日公開
- 『悪逆の血』 : 監督後藤秋声、製作東邦映画製作所、配給帝国キネマ演芸、1925年7月15日公開

### 東亜キネマ
特筆以外すべて製作は「東亜キネマ等持院撮影所」（京都撮影所）、配給は「東亜キネマ」、すべてサイレント映画である。
等持院撮影所
- 『乱刀 前篇』 : 監督二川文太郎、1925年7月15日公開
- 『増補新選組』 : 監督松屋春翠、1925年8月12日公開
- 『続 乱刀』 : 監督二川文太郎、1925年8月21日公開
- 『玉蟲お仙』 : 監督松屋春翠、1925年9月1日公開
- 『風』 : 監督松屋春翠、1925年10月6日公開
- 『女と侠客』 : 監督松屋春翠、1925年10月30日公開
- 『電光石火』 : 監督広瀬五郎、1925年12月11日公開
- 『夢現三百年往来』 : 監督松屋春翠、1926年2月14日公開
- 『哄笑の血達磨』 : 監督広瀬五郎、1926年2月28日公開
- 『讐討乙女椿』 : 監督広瀬五郎、1926年4月22日公開
- 『断末魔の復讐』 : 監督広瀬五郎、1926年5月13日公開
- 『血路』 : 監督広瀬五郎、1926年6月15日公開
- 『邪刃悪魔』 : 監督広瀬五郎、1926年7月8日公開
- 『愛傷』 : 監督石田民三、1926年8月12日公開
- 『剣闘』（『劔闘』[4]） : 監督石田民三、1926年9月9日公開
- 『雄剣』 : 監督石田民三、1926年10月21日公開
- 『悪鬼』 : 監督石田民三、1926年12月16日公開
- 『毛谷村六助』 : 監督石田民三、1927年1月4日公開
- 『雪冤』（『雪冤』[4]） : 監督石田民三、1927年1月26日公開
- 『勇肌』（『勇み肌』[4]） : 監督石田民三、1927年2月21日公開
- 『剣戟の双竜』（『劔戟の双竜』[4]） : 監督石田民三、1927年4月8日公開
- 『葵の五郎蔵』 : 監督後藤秋声、1927年5月12日公開
- 『小猿七之助』 : 監督石田民三、1927年5月20日公開
- 『剣難女難 前篇』 : 監督石田民三、1927年7月1日公開
- 『剣難女難 後篇』 : 監督石田民三、1927年7月15日公開
- 『砂絵呪縛 第一篇』 : 監督後藤秋声、1927年製作・公開
- 『砂絵呪縛 第二篇』 : 監督後藤秋声、1927年製作・公開
- 『砂絵呪縛 第三篇』 : 監督後藤秋声、1927年製作・公開

京都撮影所
- 『天保島原惨劇』 : 監督後藤秋声、1928年2月1日公開
- 『悲曲三勝半七』 : 監督後藤秋声、1928年3月1日公開
- 『権八色懺悔』 : 監督後藤秋声、1928年4月29日公開
- 『小判因果』 : 監督後藤秋声、1928年6月7日公開

- 『月形半平太』 : 監督印南弘、製作山口俊雄プロダクション、1928年7月19日公開
- 『おんぼろ草紙』 : 監督山崎藤江、製作中根龍太郎プロダクション、1928年8月20日公開

### マキノプロダクション御室撮影所
すべて製作は「マキノプロダクション御室撮影所」、配給は「マキノ・プロダクション」、すべてサイレント映画である。
- 『大学のイーグル 第一篇』 : 監督川浪良太、1928年9月28日公開
- 『つづれ烏羽玉 第一篇』（『つづれ烏羽玉 前篇』[4]） : 監督稲葉蛟児、1928年11月1日公開
- 『つづれ烏羽玉 後篇』 : 監督稲葉蛟児、1928年11月18日公開
- 『続・斑蛇』（『続斑蛇』[4]） : 監督二川文太郎、1928年12月31日公開
- 『大化新政』 : 総監督マキノ省三、監督補助二川文太郎・稲葉蛟児・金森万象・マキノ正博・松田定次・中島宝三・押本七之助・吉野二郎、1929年3月1日公開
- 『異説 清水一角』（『清水一角』[4]） : 監督二川文太郎、1929年3月31日公開
- 『愛する者の道』 : 監督二川文太郎、1929年7月6日公開
- 『旗本小普請衆』 : 監督二川文太郎、1929年9月13日公開
- 『微笑』（『川浪良太小品集の七 微笑』[4]） : 監督川浪良太、1929年10月4日公開
- 『国定忠次の遺児』 : 監督二川文太郎、1929年10月17日公開
- 『刀を抜いて』 : 監督二川文太郎、1929年10月24日公開
- 『荒木又右衛門 全五篇』 : 総指揮マキノ省三、監督マキノ正博・二川文太郎・押本七之助・金森万象・吉野二郎・中島宝三、1929年11月1日公開
- 『愛する者の道』 : 監督二川文太郎、1929年11月8日公開
- 『続影法師 狂燥篇』 : 監督二川文太郎、1929年12月31日公開
- 『弥次喜多 京の巻』 : 監督吉野二郎、1930年1月15日公開
- 『呑福大恋愛』（『至福大恋戦』[4]） : 監督二川文太郎、1930年5月8日公開
- 『侠艶三人女 お葉の巻 お良の巻 幾松の巻』[3][4]（『侠艶三人男』[4]） : 指揮マキノ正博、監督中島宝三・根岸東一郎・金森万象・マキノ正博、1930年10月17日公開
- 『街の洒落男』 : 監督稲葉蛟児、1930年10月31日公開
- 『こんな奴を警戒しろ』 : 監督稲葉蛟児、1930年12月12日公開
- 『真田十勇士』（『真田十勇士 第一篇』[4]） : 監督金森万象・稲葉蛟児・滝沢英輔・三上良二・久保為義、1931年1月15日公開
- 『幕末風雲記 堀新兵衛の巻 新門辰五郎の巻 清水次郎長の巻』（『幕末風雲記 第三篇』[4]） : 監督マキノ正博・稲葉蛟児・久保為義、1931年1月30日公開
- 『まだら蜘蛛』 : 監督勝見正義、1931年2月20日公開
- 『紅蝙蝠』（『紅蝙蝠 前篇』[4]） : 監督勝見正義、1931年3月13日公開
- 『三日月次郎吉』 : 監督吉野二郎、1931年4月17日公開

### 河合映画製作社
すべて製作・配給は「河合映画製作社」、すべてサイレント映画、すべて「大塚秀一」名義である。
- 『片手無念流 第二篇』 : 監督根岸東一郎、1931年7月15日公開
- 『片手無念流 完結篇』 : 監督根岸東一郎、1931年7月31日公開
- 『血縁赤城颪 前篇』（『血縁赤木颪』[4]） : 監督根岸東一郎、1931年9月24日公開
- 『金子夫人』 : 監督西尾佳雄、1932年2月11日公開

### 富国映画
すべて製作・配給は「富国映画社」、すべてサイレント映画である。
- 『女優奈々子の裁判』 : 監督仁科熊彦、1932年7月29日公開
- 『嘆きの女間諜』 : 監督仁科熊彦、1932年製作・公開

### フリーランス
すべてサイレント映画である。
- 『怪傑鬼神組 前篇 天誅篇』 : 監督清水勝人、製作尾上菊太郎プロダクション、配給不明、1932年8月7日公開
- 『新戦場』 : 監督仁科熊彦、製作赤沢映画、配給日活、1932年9月15日公開
- 『旅枕五月晴れ』 : 監督冬島泰三、製作尾上菊太郎プロダクション、配給新興キネマ、1933年2月15日公開
- 『若様大学』 : 監督冬島泰三、製作尾上菊太郎プロダクション、配給新興キネマ、1933年4月15日公開
- 『血戦千穂川』（『赤穂余聞』[4]） : 監督稲葉蛟児、製作護国映画、配給不明、1933年製作・公開
- 『路二つ』 : 監督上月吏、製作新進キネマ、配給不明、1933年製作・公開

### マキノトーキー製作所

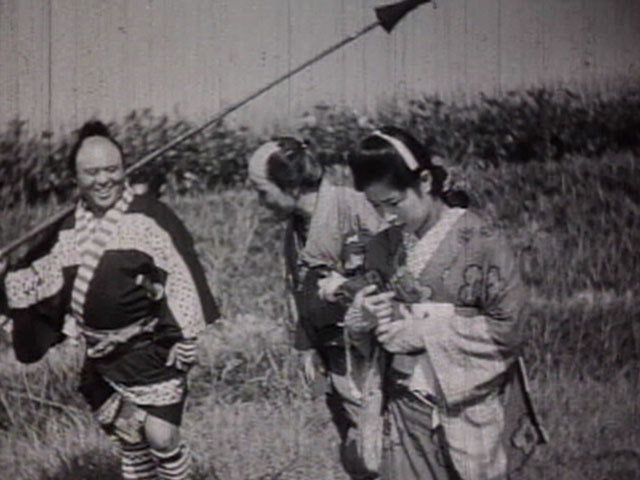
『槍持街道』（監督中川信夫、1936年）、左が田村邦男、右の女優が月澄江。

初期の特筆以外すべて製作・配給は「マキノトーキー製作所」、すべてトーキーである。
- 『最後の土曜日』 : 監督田丸重雄・マキノ正博、配給千鳥興業、1936年1月24日公開
- 『松平外記』（『千代田の刃傷』[4]） : 監督松田定次、配給千鳥興業、1936年3月8日公開 - 『松平外記』の題・30分尺で現存（NFC所蔵[6]）
- 『弥太郎笠 前篇』 : 監督松田定次・マキノ正博、配給千鳥興業、1936年5月14日公開
- 『江戸育ちお祭佐七』 : 監督松田定次、配給千鳥興業、1936年7月15日公開
- 『弥太郎笠 後篇』 : 監督松田定次、配給千鳥興業、1936年8月14日公開
- 『裸の礫』 : 監督松田定次・広瀬五郎・根岸東一郎、配給千鳥興業、1936年9月5日公開
- 『槍持街道』（『槍持道』[3]） : 監督中川信夫、配給千鳥興業、1936年9月23日公開 - 数分の断片が現存（大阪芸術大学所蔵[13]）
- 『忍術猛獣国探検』 : 監督牧野陶六（マキノ正博）、1936年10月31日公開
- 『妖術白縫変化』 : 監督牧陶六（マキノ正博）、1937年1月5日公開
- 『刀を抜いて』 : 監督松田定次、1937年1月15日公開

- 『遊侠太平記』 : 監督牧陶六（松田定次[5]）、製作日活京都撮影所（マキノトーキー製作所[5]）、配給日活、1937年8月5日公開
- 『戦國時代』[5]（『戦国時代』） : 監督松田定次、製作協同映画製作所、配給日活、1937年製作・公開

### ドキュメンタリー
- 『高等商船学校』 : 監督田崎浩一、製作電通映画社、配給映画配給社、1944年5月25日公開